# Thiers, Marseille

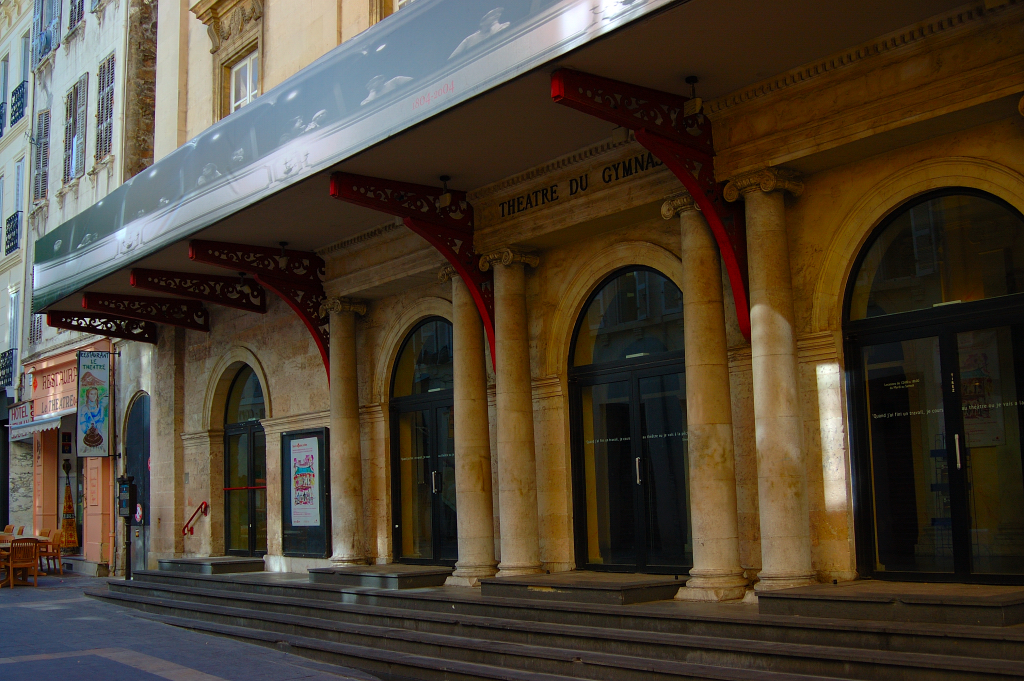
Théâtre du Gymnase.

Thiers är en stadsdel i 1:a arrondissementet i centrala Marseille, belägen söder om avenyn Canebière. Stadsdelen hade 5 314 invånare 2012.
Stadsdelen är uppkallad efter presidenten och historikern Adolphe Thiers (1797–1877). Bland områdets mest kända landmärken finns teatern Théâtre du Gymnase och Marseilles äldsta gymnasieskola, Lycée Thiers.